# The Ambition of Oda Nobuna
The Ambition of Nobuna Oda (яп. 織田信奈の野望, Амбіції Нобуни Оди) — ранобе Мікаґе Касуґа, проілюстроване Міяма Зеро. Воно було адаптоване в аніме, прем'єра якого відбулася 8 липня 2012 року.

## Сюжет
Раптово опинившись в епосі Сенґоку, школяр Йосіхару Саґара ось-ось буде убитий на полі бою. Він був урятований ні ким іншим, як людиною, яка пізніше стане шанованим Хідейосі Тойотомі, але це коштувало життя останньому. Через дії Йосіхару історія повністю змінилася, він намагається зробити все правильно ще раз, але здається, що історія бере інший курс, ніж той, про який він дізнався в школі. Ода Нобунаґа наразі є блискучою, але молодою, дівчиною на ім'я Нобуна Ода. Йосіхару починає працювати під її командуванням (остання дала йому прізвисько Мавпа), щоб повернути історії на вірний шлях і знайти дорогу додому, в сучасний світ.

## Персонажі

### Фракція Ода
Йосіхару Саґара (яп. 相良良晴)
Центральний чоловічий персонаж. Сучасний підліток, який потрапляє в альтернативну версію періоду Сенгоку, де деякі зі знаменитих воєначальників епохи жінки. Використовуючи свої знання з відеоігор, Nobunaga's Ambition, Йосіхару допомагає Нобуні в її пошуках, щоб об'єднати та завоювати Японію. Також відомий на прізвисько «Мавпа».
Нобуна Ода (яп. 織田信奈)
Даймьо з Оварі та головна героїня. Відома серед своїх ворогів, як «Дурна Оварі». Вона є блискучою й амбітною дівчиною-підлітком, яка планує завоювати й об'єднати Японію, щоб зробити її сильною нацією на рівні європейців. Шанувальник зарубіжної культури і предметів, їх вплив надихає Нобуну.
Сібата Кацуіє (яп. 柴田勝家)
На прізвище Ріку вона є офіційно помічником молодшого брата Нобукацу Нобуни, але її справжня лояльність належить Нобуні. Вона носить сталевий нагрудний панцир, який формується навколо її грудей, що викликає гнів на тих, хто дивиться на неї.
Наґахіде Ніва (яп. 丹羽長秀)
На прізвище Манчійо, вона служить тактиком фракції Ода. Любить дражнити інших.
Інучійо Маеда (яп. 前田犬千代)
На прізвище Інучійо вона є молодою дівчиною та одна з найкращих копій володарі фракції Ода.
Ґоемон Начісука (яп. 蜂須賀五右衛門)
Ніндзя, яка заїкається, коли говорить багато слів. Служить Йосіхару.

### Фракція Сайто
Доса Сайто: Даймьо з Міно. Відомий як Віпер Міно, він є політично амбітним чоловіком. Спочатку хотів почати війну з Нобуною, але, почувши її мрії та пояснення Йосіхару, як він буде називатися в майбутньому, став союзником дівчини.
Міцухіде Акеті: Блискучий тактик клану Сайто.

## Аніме
Трансляція аніме почалася 8 липня 2012 на TV Tokyo і AT-X. Виробником є студії Madhouse і Gokumi, режисером — Юдзі Кумадзава, сценарист і продюсер — Масамі Судзукі, композитор — Ясухару Таканасі.
Опенінг — «Link» — виконує Aimi; ендінг — «Hikari» — Макіно Мідзута.